# Żyła brzeżna prawa

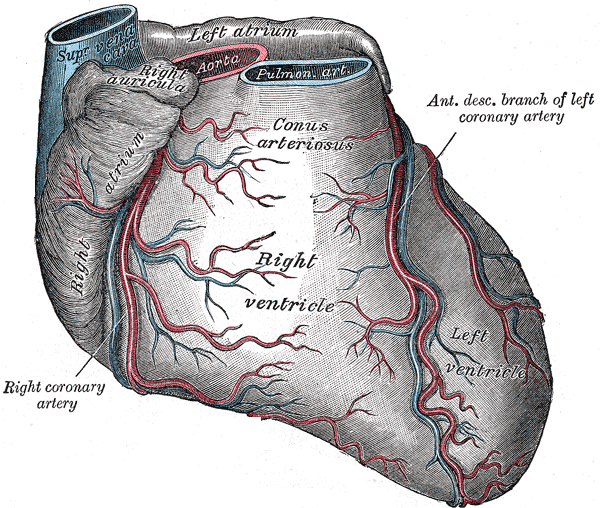
Żyła brzeżna prawa (niepodpisana) widoczna w lewej dolnej części ilustracji

Żyła brzeżna prawa (łac. vena marginalis dextra) – w anatomii człowieka niewielkie naczynie żylne, zaliczane do żył sercowych przednich. Przebiega wzdłuż dolnego prawego brzegu serca, towarzysząc gałęzi brzeżnej tętnicy wieńcowej prawej. Uchodzi bezpośrednio do prawego przedsionka serca lub do żyły sercowej małej.